# Елонгация
Вижте пояснителната страница за други значения на Елонгация.
Елонгация като понятие в астрономията е ъгълът, гледан от Земята, заключен между Слънцето, Земята и трето тяло (планета или Луната), т.е., ъгълът Слънце-Земя-планета. Елонгацията варира във времето и винаги трябва да се посочва моментът на наблюдението.
За вътрешните планети на Слънчевата система (Меркурий и Венера), елонгацията е ограничена. Максималната елонгация за Меркурий е между 18 и 28 градуса, а при Венера достига 45 – 47 градуса. За външните планети елонгацията варира от 0 – 180 градуса, като при 0° се нарича съединение, при 90 или 270° се нарича квадратура, а при 180 градуса се нарича опозиция или противостояние.
Терминът елонгация може да се приложи и ако наблюдателят е на друга планета, различна от Земята, например на Юпитер. Тогава елонгацията в даден момент ще бъде ъгълът, под който се виждат Слънцето и някой от спътниците на Юпитер, например Ганимед.